# Томаш Юрчо
Томаш Юрчо (словац. Tomáš Jurčo; 28 грудня 1992, м. Кошиці, Словаччина) — словацький хокеїст, правий нападник. Виступає за «Детройт Ред-Вінгс» у Національній хокейній лізі.

## Життєпис
Виступав за «Сент-Джон Сі-Догс» (QMJHL), «Гренд-Репідс Гріффінс» (АХЛ), «Детройт Ред-Вінгс».
У чемпіонатах НХЛ — 99 матчів (11+22), у турнірах Кубка Стенлі — 10 матчів (1+1).
У складі національної збірної Словаччини учасник зимових Олімпійських ігор 2014 (4 матчі, 1+0), учасник чемпіонату світу 2015 (5 матчів, 0+1). У складі молодіжної збірної Словаччини учасник чемпіонатів світу 2011 і 2012. У складі юніорської збірної Словаччини учасник чемпіонату світу 2009.
Досягнення
- Володар Кубка Колдера (2013)
- Чемпіон QMJHL (2011, 2012)
- Володар Меморіального кубка (2011)